# Premier ministre de Géorgie
Le Premier ministre de Géorgie (en géorgien : საქართველოს პრემიერ-მინისტრი) est le chef du gouvernement et chef du pouvoir exécutif de la Géorgie depuis l'indépendance du pays en 1990. Il est nommé par le président de la Géorgie et confirmé par le Parlement, et dirige le gouvernement de la Géorgie.
L'actuel titulaire du poste est Irakli Kobakhidze (Rêve géorgien) depuis le 8 février 2024.

## Histoire
Durant la présidence d'Edouard Chevardnadze (1992-2003), une nouvelle Constitution est adoptée le 24 août 1995 : le président devient le chef du gouvernement et le poste de Premier ministre est aboli. Cependant, le président prend très vite l'habitude de nommer un « ministre d'État » dont le rôle n'est pas défini dans la constitution, mais qui a de facto le premier rang dans l'ordre protocolaire du gouvernement.
Au début de la présidence de Mikheil Saakachvili, une loi constitutionnelle datée du 6 février 2004 amende la Constitution et rétablit le poste de Premier ministre : il est chef du gouvernement et responsable devant le parlement qui peut le renverser par deux motions de censure successives votées par les deux tiers des députés,.

## Nomination
Le Premier ministre est issu du parti politique qui a obtenu les meilleurs résultats aux élections législatives. Le candidat doit remporter le vote de confiance du Parlement, puis être nommé formellement par le président géorgien.

## Rôle
Le Premier ministre organise, dirige et contrôle le gouvernement et signe les actes juridiques de celui-ci. Il propose au président de nommer et révoquer les ministres. Le Premier ministre représente la Géorgie dans les relations extérieures et conclut des traités internationaux au nom de la Géorgie en collaboration avec le président. Ils sont responsables des activités du gouvernement devant le Parlement géorgien.